# 黄子平 (文学批评家)
黃子平（1949年—），中國當代文學批評家。广东梅州市梅县区人。北京大学中文系碩士。曾任教於香港浸會大學、中國人民大學。主要研究中國當代文學史。

## 主要著作
- 《沉思的老树的精灵》
- 《文学的意思》
- 《“二十世纪中国文学”三人谈》（与钱理群、陈平原合著）
- 《幸存者的文学》
- 《革命·历史·小说》
- 《边缘阅读》